# 다비드 날반디안

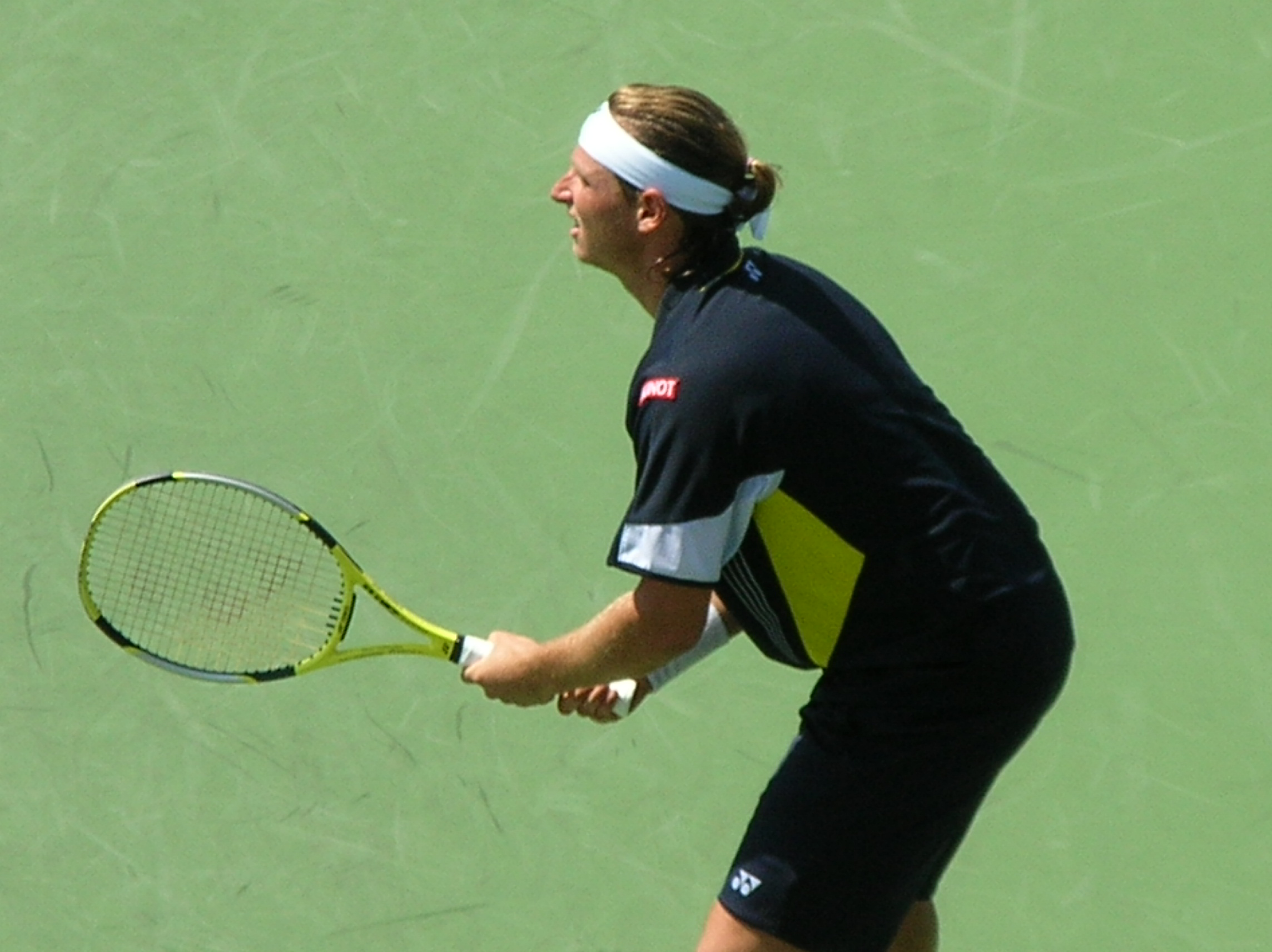
2006 US 오픈에서 경기 중인 날반디안.

다비드 날반디안(David Nalbandian, 1982년 1월 1일 ~ )은 아르헨티나의 프로 테니스 선수이다. 매년 연말 상위 랭커 8명이 겨루는 마스터스 컵 대회에서 2005년에 우승했으며, 2002년 윔블던에서는 준우승 했다. 단식 최고 랭킹은 2002년 3월 기록한 세계 랭킹 3위이다.